# Mōkōlea
Mōkōlea (im englischen auch als Mokolea Rock bezeichnet) ist eine kleine, unbewohnte Felsinsel im Archipel von Hawaii im Pazifischen Ozean. Sie liegt in der Kailua Bay, etwa zwei Kilometer östlich der zu Oʻahu gehörenden Mokapu-Halbinsel. 
Das schwer zugängliche, zerklüftete Eiland ist 23 Meter lang, 15 Meter breit und weist eine Fläche von 0,016 Hektar (160 m²) auf. Mōkōlea ist der Rest eines ehemaligen Vulkans vom Typ Schlackenkegel und erreicht eine Höhe von bis zu fünf Meter über dem Meeresspiegel. 
Da der Felsen bei Sturm häufig überspült wird, wachsen nur wenige Pflanzenarten auf ihm; auch brüten nur zwei Arten Seevögel auf Mōkōlea. Dennoch ist es ein Hawaiʻi State Seabird Sanctuary (Vogelschutzgebiet) und erlaubt nur eingeschränkten Zutritt.